# Liège-Guillemins
Liège-Guillemins – główny dworzec kolejowy w Liège, w prowincji Liège. Jest jednym z największych dworców kolejowych w Belgii.

## Linki zewnętrzne

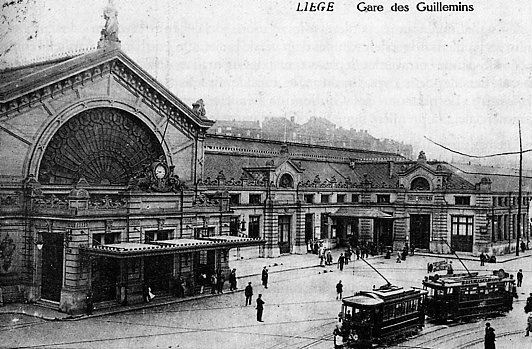
Dworzec Guillemins w 1905 r.

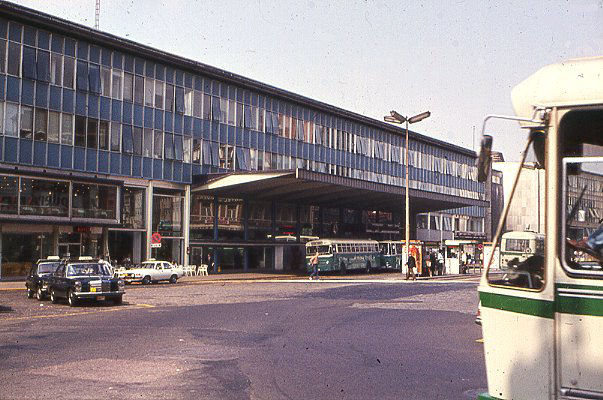
Dworzec Guillemins w latach 70.

2013

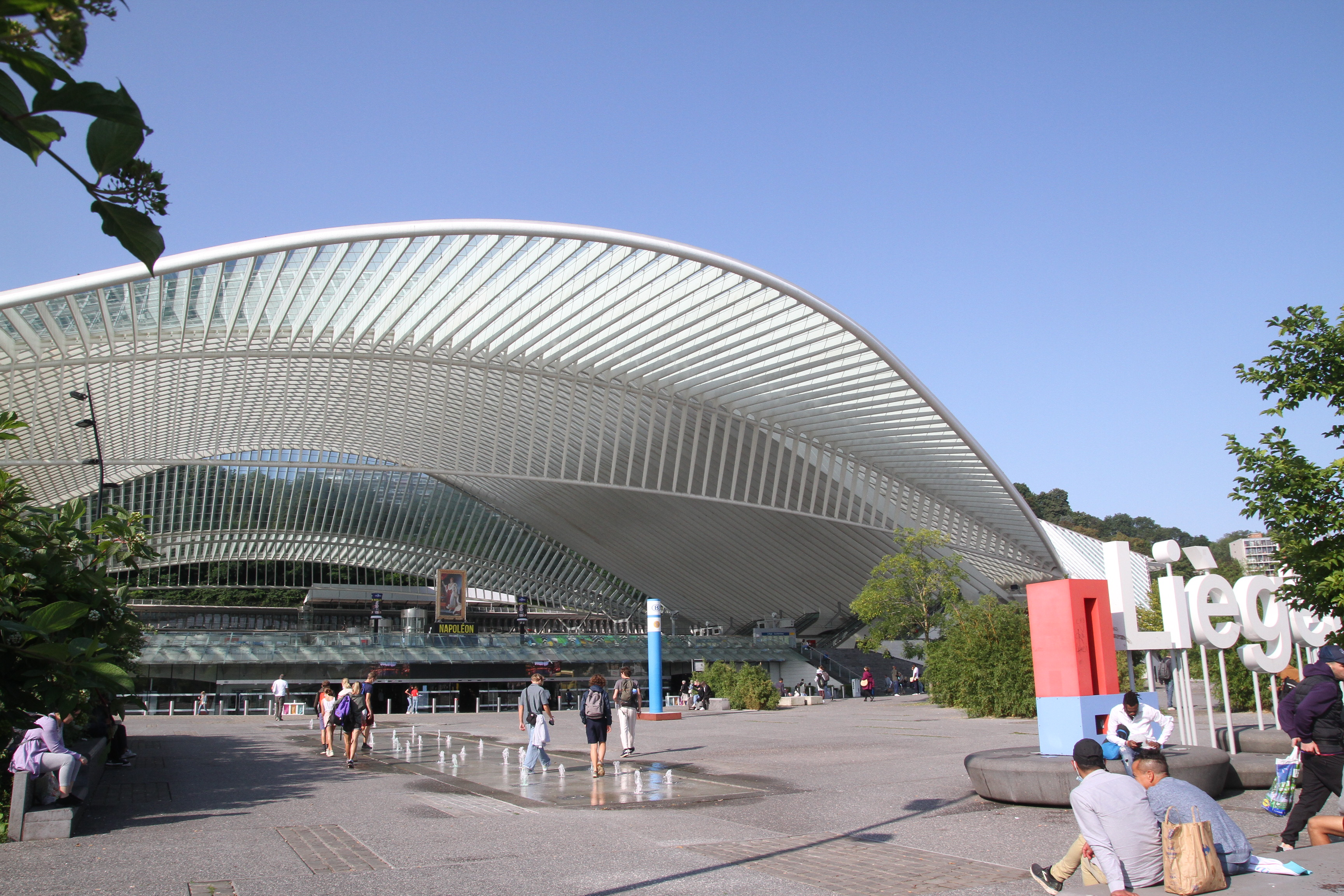
2021